# 47e cérémonie des Golden Horse Film Festival and Awards
La 47e cérémonie des Golden Horse Film Festival and Awards s'est déroulée le 20 novembre 2010 au Taoyuan Arts Center à Taoyuan, Taïwan. Organisé par le Taipei Golden Horse Film Festival Executive Committee, ces prix récompensent les meilleurs films en langue chinoise de 2009 et 2010.

## Palmarès

### Meilleur film
- When Love Comes de Chang Tso-chi
  - Seven Days in Heaven de Essay Liu et Wang Yu-lin
  - Bodyguards and Assassins de Teddy Chan
  - Judge
  - Le Quatrième Portrait de Chung Mong-hong

### Meilleur réalisateur
- Chung Mong-hong pour Le Quatrième Portrait

### Meilleur acteur
- Ethan Juan pour Monga

### Meilleure actrice
- Lü Liping pour City Monkey

### Meilleure chorégraphie d'action
- Sammo Kam-Bo Hung pour Détective Dee : Le Mystère de la flamme fantôme

### Meilleure direction artistique
- Sung Pong Choo pour Détective Dee : Le Mystère de la flamme fantôme

### Meilleurs effets sonores
- Danrong Wang pour Détective Dee : Le Mystère de la flamme fantôme

### Meilleurs effets visuels
★ Nam Sang-Woo pour Détective Dee : Le Mystère de la flamme fantôme

### Meilleur maquillage et conception de costumes
- Bruce Yu pour Détective Dee : Le Mystère de la flamme fantôme